# Charcuterie
 (janvier 2022).
Si vous disposez d'ouvrages ou d'articles de référence ou si vous connaissez des sites web de qualité traitant du thème abordé ici, merci de compléter l'article en donnant les références utiles à sa vérifiabilité et en les liant à la section « Notes et références ».

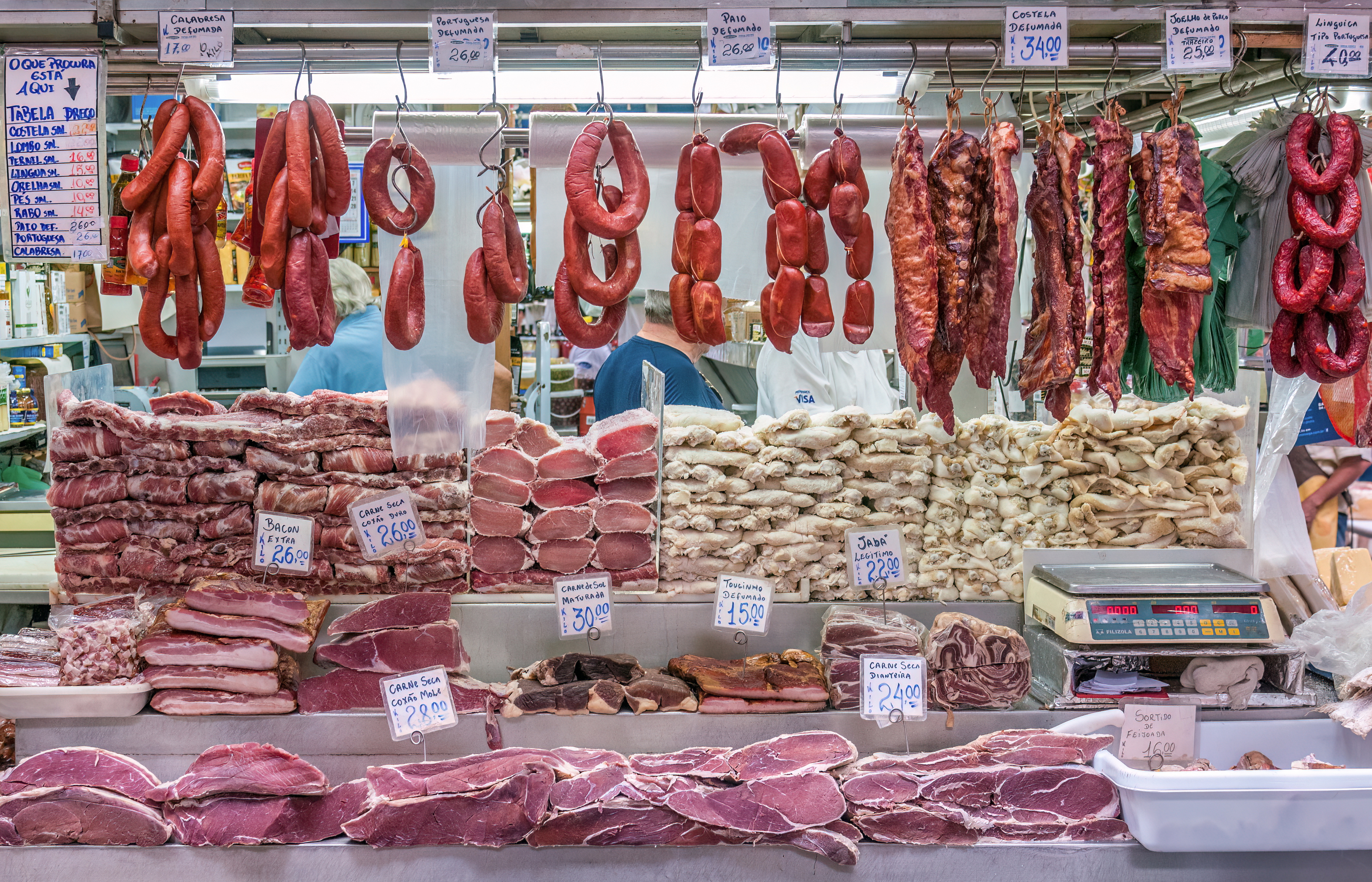
Un étal de charcuteries à un marché de São Paulo en 2017.

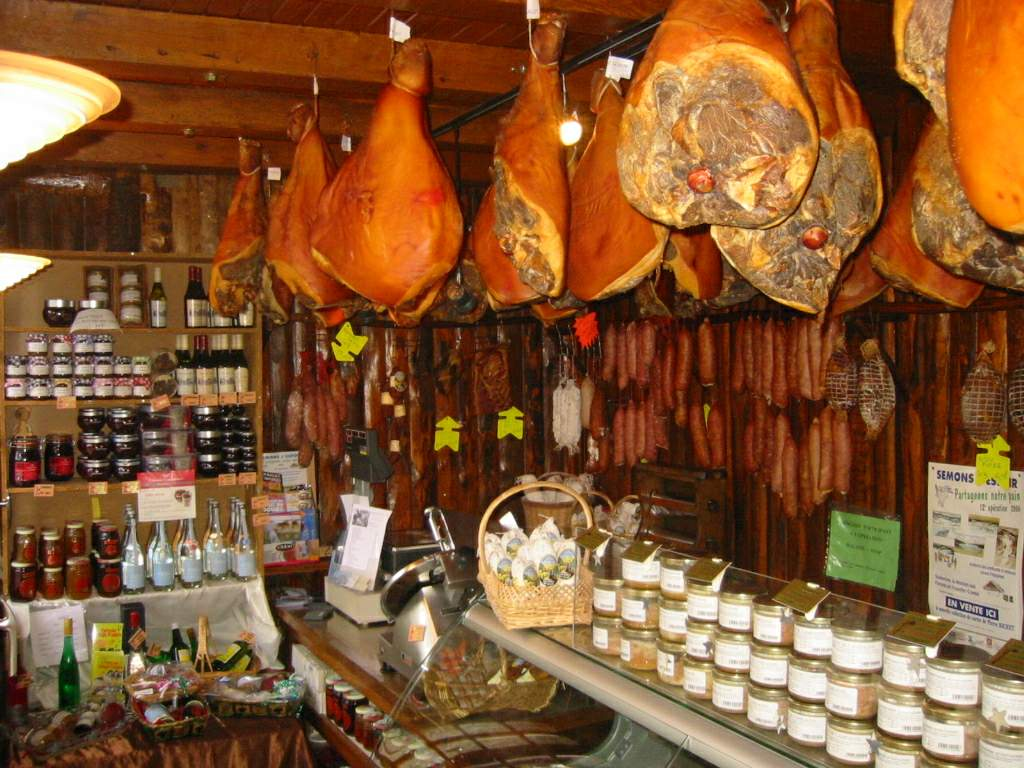
Charcuteries de la petite industrie jurassienne.

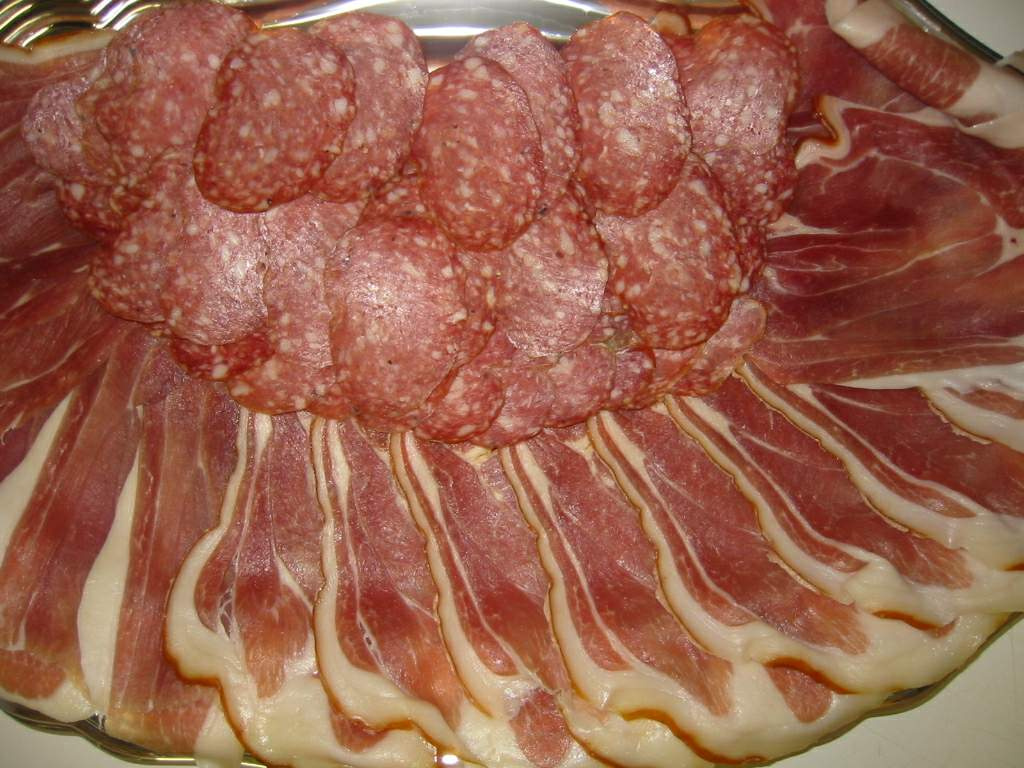
Tranches de jambon et de saucisson.

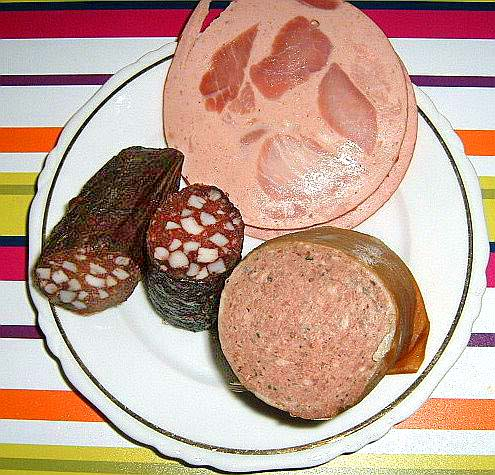
Charcuteries allemandes.

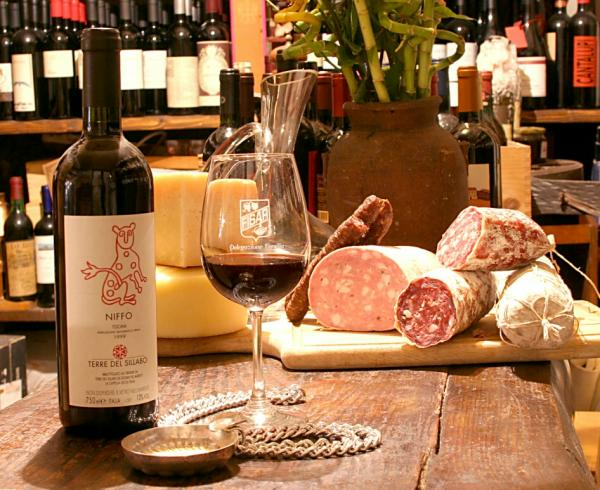
Charcuterie italienne (avec vin).

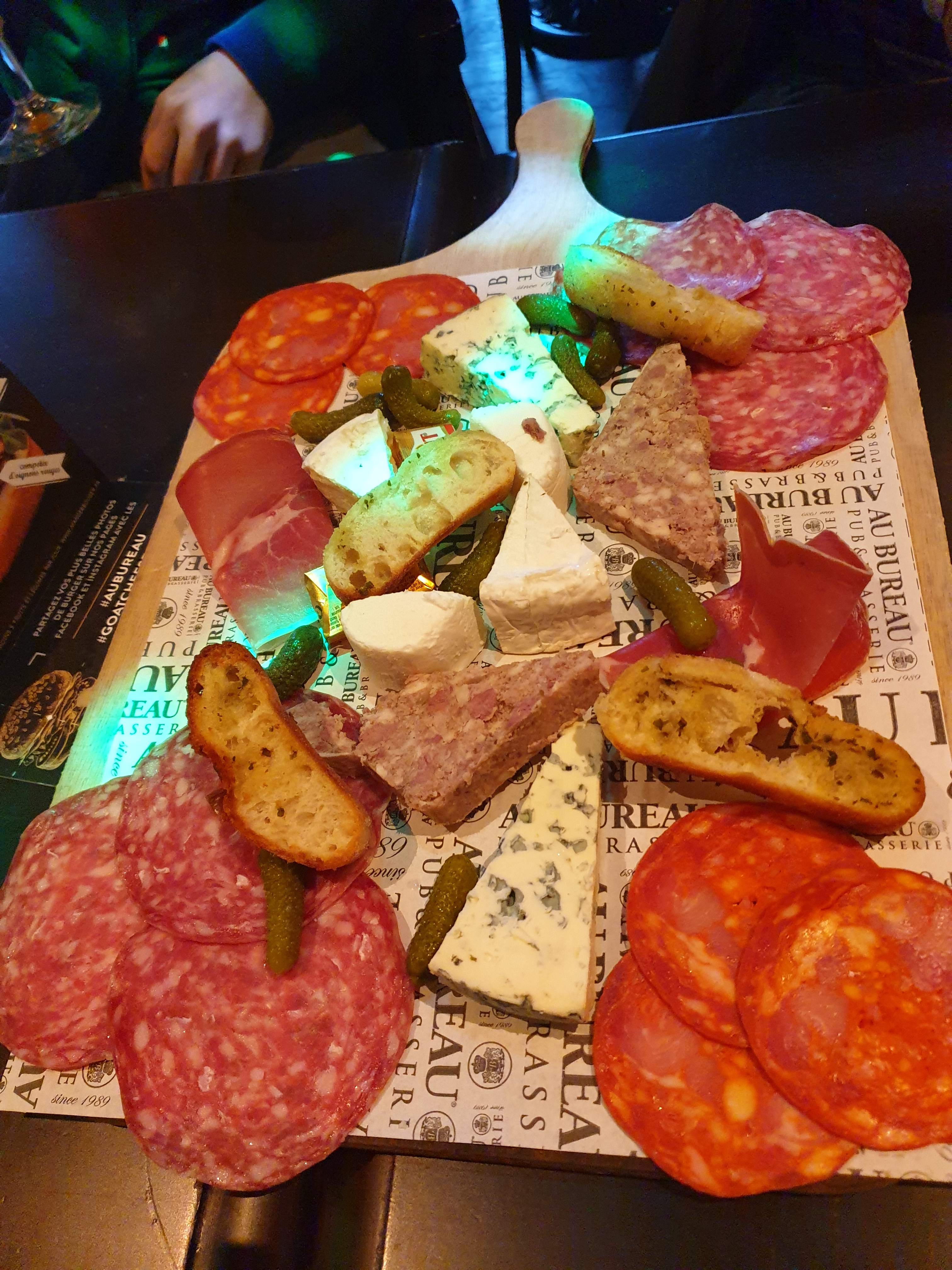
Assiette de charcuterie et de fromages dans un restaurant à Vélizy en Île-de-France en 2019.

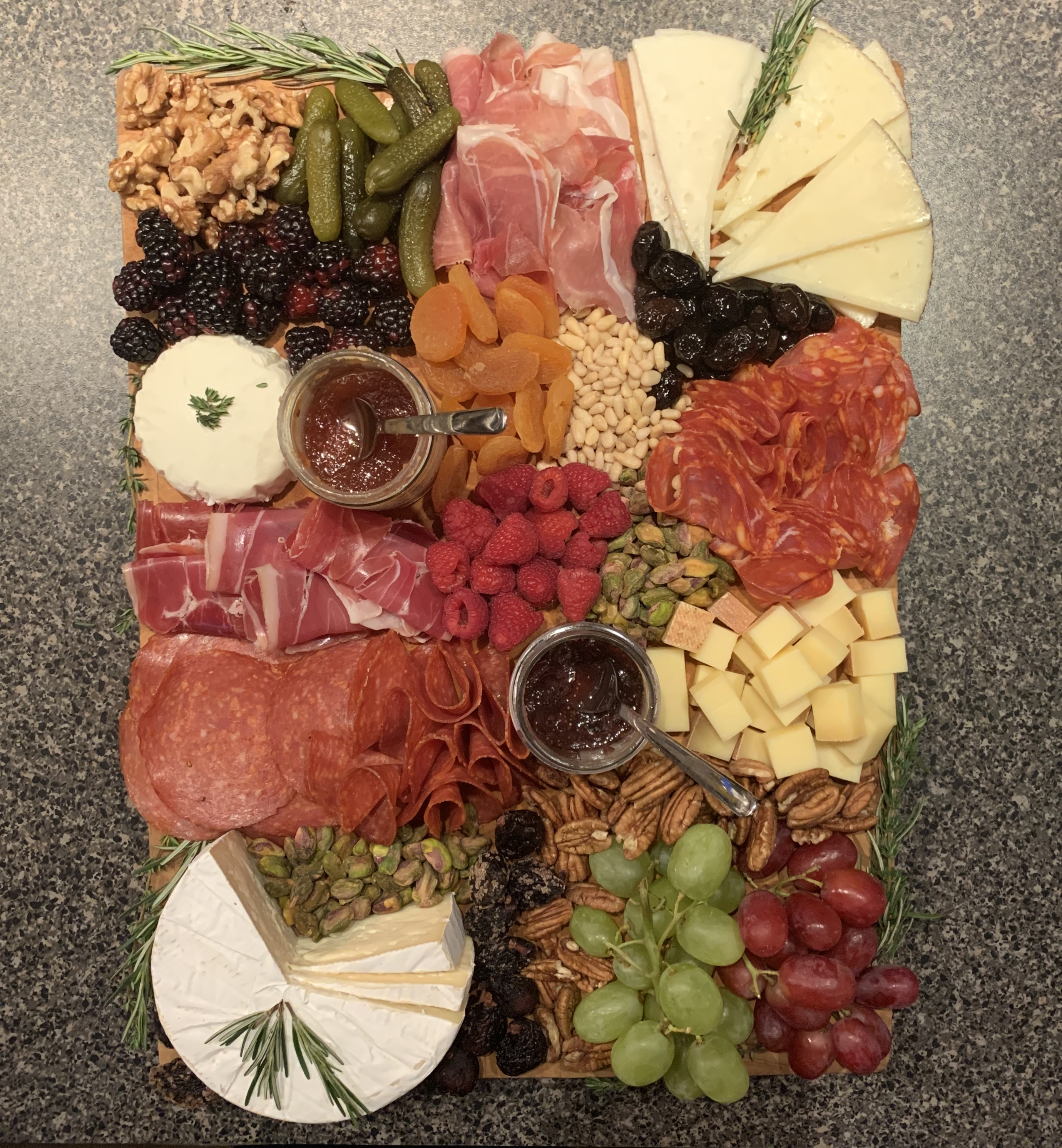
Plateau de charcuteries et de fromages.

Une charcuterie est une préparation alimentaire à base de viande et d'abats, crues ou cuites, de divers types. Les charcuteries proviennent majoritairement du porc, dont presque toutes les parties peuvent être utilisées, et ont souvent le sel comme agent de conservation (salage à sec ou par saumurage).
La charcuterie — de « chaircuicterie (1549) (de chair cuite) » — concerne, outre la viande de porc, diverses viandes, notamment de gibier (pâté en terrine et saucisson de sanglier, par exemple), de volaille (confit d'oie, de canard...), de lapin (pâté en terrine). 
En France, une charcuterie destinée au commerce ne peut toutefois obtenir un certificat de conformité que si elle est exclusivement à base de porc.
Par métonymie, une charcuterie est aussi un établissement de commerce où se vendent des charcuteries élaborées dans un atelier propriété de ce même établissement, ou achetées à prix de gros ou demi-gros.
La charcuterie est classée par le Centre international de recherche sur le cancer dans la liste des cancérogènes certains,,. L'Agence nationale de sécurité sanitaire de l'alimentation, de l'environnement et du travail (France) recommande de ne pas en consommer plus de 25 grammes par jour.

## Secteur de la charcuterie en France

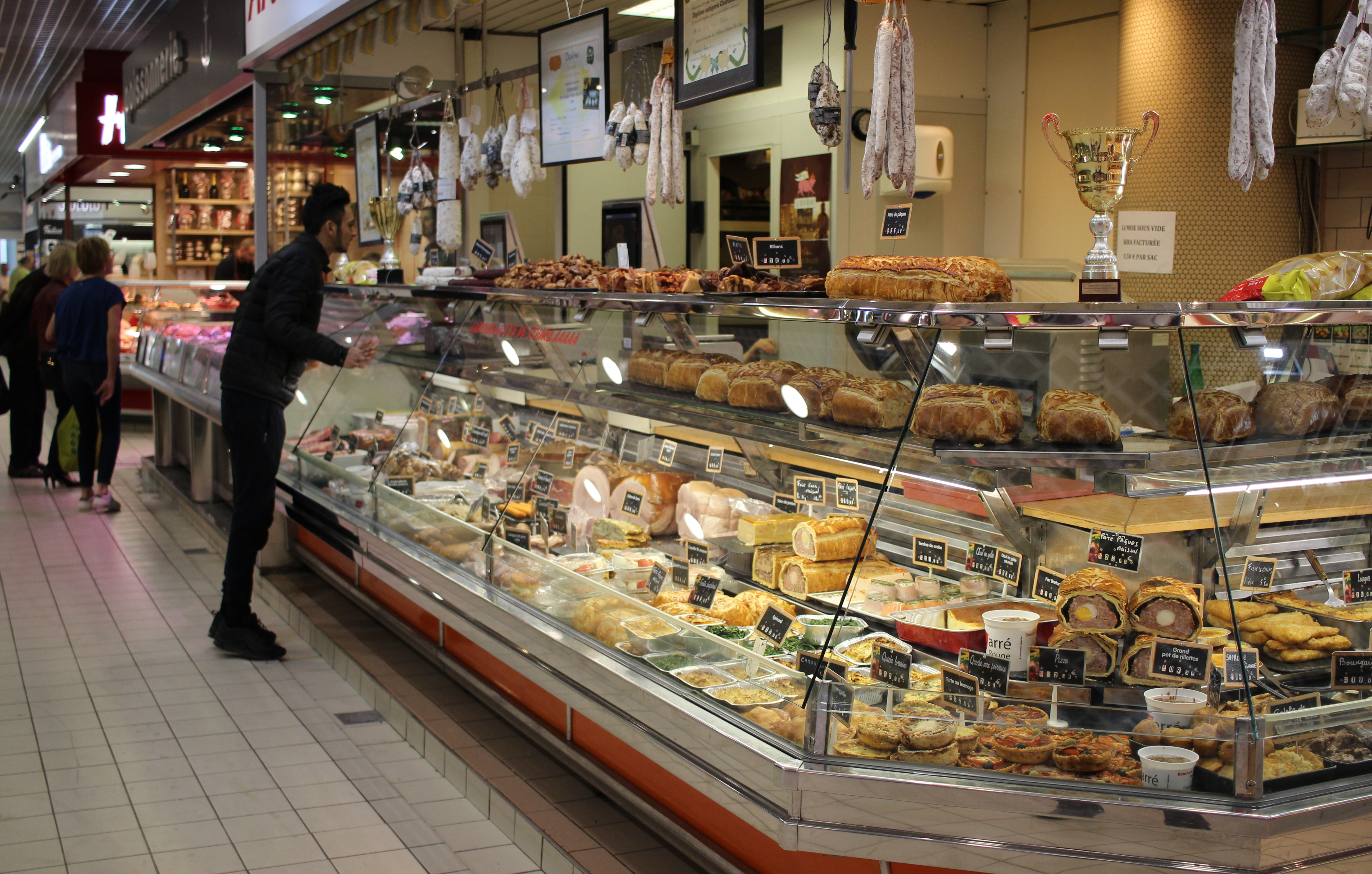
La vitrine d'une charcuterie, dans les Halles de Tours.

La corporation des charcutiers (vendeurs de viande cuite plus ou moins apprêtée) s'est constituée en France le 17 janvier 1476 et a gagné en autonomie (privilèges accordés en 1513) en se séparant des bouchers dont elle dépendait pour l'acquisition de viande. Les « saucisseurs-charcutiers », reconnus en corporation, eurent le monopole du commerce de la viande de porc, crue ou cuite, et de divers autres comestibles.
En 2014-2015, le secteur de la charcuterie industrielle comprenait 300 entreprises (32 100 emplois en CDI), qui ont fabriqué 1,13 million de tonnes de produits, pour un chiffre d'affaires de 6,7 milliards d'euros.
En 2017, un peu plus de 3 100 entreprises ont pour activité la commercialisation de produits de charcuterie.
Depuis 1969, la profession dispose d'une école, le Centre européen de la promotion des charcutiers-traiteurs (CEPROC), devenu ensuite le Centre européen des professions culinaires, puis le Centre d'excellence des professions culinaires en 2020, créé par la Confédération nationale des charcutiers-traiteurs (CNCT). Située dans le quartier des Buttes-Chaumont du 19e arrondissement de Paris, elle comprend un centre de formation d'apprentis, un pôle de formation continue, un centre de recherche et développement ainsi qu'une résidence permettant d'héberger une centaine d'élèves ou de jeunes salariés ; elle propose également des formations en province.
La Fédération des entreprises de charcuterie traiteur (FICT) représente les industriels du secteur tandis que la CNCT représente les entreprises artisanales.

## Santé
Le 26 octobre 2015, le Centre international de recherche sur le cancer a classé l'ensemble des viandes transformées, qui incluent notamment la charcuterie, dans la catégorie des produits cancérogènes certains (groupe 1). En France, 4 000 cas de cancer colorectal sont attribués à la consommation de charcuterie chaque année. Le Fonds mondial de recherche contre le cancer recommande de ne pas en consommer. En 2017, l'Agence nationale de sécurité sanitaire de l'alimentation, de l'environnement et du travail (Anses) actualise ses repères nutritionnels et recommande de ne pas consommer plus de 25 grammes de charcuterie par jour. L'utilisation des nitrites pour conserver les produits de charcuterie est soupçonnée d'être à l'origine de leur caractère cancérigène,,.

## Principales élaborations
Parmi les productions courantes relevant de la charcuterie :
- les charcuteries proprement dites (incluant des préparations naguère considérées comme relevant de la triperie) :
  - les jambons et jambonneaux dits « blancs » ou « cuits » (cuisses et épaules parfois désossées, moulées en gelée, roulées ou persillées) ;
  - les saucisses et saucissons à cuire ;
  - les andouilles ;
  - les andouillettes ;
  - les boudins blancs ou noirs ;
  - les pâtés de viandes, de foie, parfois présentés dans leur terrine ;
  - les paupiettes, crépinettes et galantines ;
  - les rillettes ;
  - les tripes ;
  - les charcuteries pâtissières ;
  - les saucisses et saucissons dits « secs » ;
  - le fromage de tête.
- les salaisons fumées ou pas :
  - les jambons dits « crus » ou « secs » ;
  - les filets mignons séchés ;
  - les lardons ;
  - le petit salé ;
  - la « coppa » ;
  - il « guanciale » ;
  - la viande séchée ;
  - le bacon.

En France, au terme d'un arrêté pris en 2010, un produit de charcuterie ne peut obtenir un certificat de conformité que s'il est « produit exclusivement à partir de viande de porc certifiée ».

## Spécialités par pays ou région

### Afrique
- Kilichi, cuisine haoussa

#### Afrique du Nord
- Kaddid : viande d'agneau séchée
- Merguez : petite saucisse rouge épicée (d'agneau ou de bœuf)
- Osban

#### Afrique du Sud
- Biltong

#### Algérie
- Cachir
- Blanquicos

### Amérique
- Boutifarre
- Charqui : viande de lama ou de bœuf, séchée et salée
- Chorizo
- Jerky
- Longaniza (en)
- Morcilla
- Pemmican : recette amérindienne

#### Brésil
- Carne de sol
- Carne seca : viande (souvent de bœuf) séchée et salée
- Linguiça
- Charqui : viande de lama ou de bœuf, séchée et salée
- Torresmo
- Paio (pt)

#### Canada
- Cretons, Québec
- Kiełbasa
- Pemmican : recette amérindienne
- Smoked meat, Québec
- White pudding, Nouvelle-Écosse et Terre-Neuve-et-Labrador

#### États-Unis
- Andouille, Louisiane
- Bologna sausage ou baloney
- Braunschweiger (en)
- Boudin de Louisiane
- Breakfast sausage (en) ou country sausage
- Chaudin ou Southern Louisiana Ponce, Louisiane
- Half-smoke
- Jerky
- Kiełbasa
- Knackwurst (en), saucisse originaire du Holstein
- Lebanon bologna (en), Pennsylvania Dutch
- Linguiça
- Machaca (en)
- Pemmican : recette amérindienne
- Pepperoni
- Saucisse sur bâtonnet
- Saucisse de Francfort : petite saucisse d'origine allemande utilisée pour la fabrication des hot-dogs
- Slim Jim
- Smithfield ham (en)
- Stuffed ham (en)
- Tasso ham (en)

#### Mexique
- Chorizo
- Longaniza (en)
- Machaca (en) : nord du pays

#### Pérou
- Charqui : viande, de lama ou de bœuf, séchée et salée
- Saucisse de Huacho (es) (Salchicha huachana), Salchipapas

### Asie

#### Asie centrale
- Kazy : saucisse de côte
- Soudjouk, saucisse de viande de cheval, shujyqau (шұжық) au Kazakhstan et chuchuk (чучук) au Kirghizistan

##### Kazakhstan
- Kazy : saucisse de côte
- Karta : saucisse de poitrine
- Kylmai : saucisse
- Shujyqau (шұжық), saucisse de viande de cheval
- Qarta (en) : rectum de cheval, Kazakhstan
- Zhal : gras de cou de cheval (lard) fumé
- Zhaya : viande de la hanche et de la cuisse de cheval salée et fumée

#### Afghanistan
- Lahndi (en)

#### Chine
- Bakkwa : viande séchée sucrée-salée (bœuf, porc, mouton) de la province de Fujian
- Jambon de Anfu (en)
- Jambon de Jinhua (en)
- Jambon de Rugao
- Jambon de Xuanwei
- Lap cheong : saucisse sèche, fumée et assaisonnée, de couleur rose-rouge.
- Rousong

#### Corée
- Viande fumée de cochon noir de Jeju (en)
- Sundae

#### Indonésie
- Dendeng
- Se'i

#### Laos
- Sai oua
- Som moo (en)

#### Mongolie
- Borts (en) : viande séchée à l'air libre

#### Népal
- Sukuti (en) : jerky

#### Taïwan
- Cake de sang de porc (en)
- Rousong

#### Tibet
- Gyurma (en) : saucisse de sang de yak ou de mouton
- Yak séché, assaisonné de différentes façons, sucré, salé, ou encore pimenté.

#### Thaïlande
- Naem
- Sai ua (en)
- Sai krok Isan (en)

#### Turquie
- Pastırma
  - Kayseri pastırması, version épicée
  - Rumeli pastırması
- Sucuk

#### Vietnam
- Mortadelle vietnamienne, appelé giò lụa dans le nord du Vietnam et chả lụa dans le sud.
- Nem chua
- Som moo (en)

### Europe

#### Allemagne
- Ammerländer Dielenrauchschinken et Ammerländer Katenschinken IGP
- Ammerländer Schinken (en) et Ammerländer Knochenschinken IGP
- Flurgönder
- Kassler
- Leberkäse, Leberkäs ou Fleischkäse
  - Bayerischer Leberkäse, Bavière
- Eisbein ou Schweinshaxe, Jarret de porc
- Schwarzwälder Schinken IGP, Jambon de la Forêt-Noire
- Mainzer Schinken, Jambon de Mayence)
- Westfälischer Schinken (en), Jambon de Westphalie
- Saumagen (panse de porc farcie d'un mélange de viande de porc, de chair à saucisse et de pommes de terre passés au hachoir

Il existe trois catégories de saucisses et charcuterie allemandes (Wurst) :
- Rohwurst (saucisse crue) qui peut être Mettwurst (tartinable), saucisson sec et salami (séchée) ou Teewurst (de) (fumée).
  - Ahle Wurst (en) ou Aahle Worscht, saucisse de porc fumée ou séchée à l'air, nord de l'Hesse
  - Braunschweiger (en)
  - Bregenwurst, saucisse maigre.
  - Knackwurst (de)
  - Kohlwurst (ou Lungenwurst), saucisse forte.
  - Landjäger, gendarme

- Brühwurst (de) (saucisse bouillie)
  - Bierwurst (en), saucisse de bœuf et de porc fumée, Bavière
  - Bockwurst
  - Gelbwurst (en)
  - Jagdwurst (en)
  - Debrecziner (de)
  - Knackwurst (de)
  - Leberkäse bavarois (pain de viande).
  - Saucisse blanche (Weißwurst en allemand), spécialité de Munich, consommée accompagnée d'un bretzel et d'une moutarde douce.
  - Saucisses de Francfort (Frankfurterwurst en allemand).
  - Thüringer Leberwurst IGP

- Kochwurst (de) (saucisse cuite)
  - Blutwurst (boudin noir)
  - Beutelwurst
  - Currywurst
  - Kartoffelwurst, saucisse aux pommes de terre
  - Leberwurst (saucisses de foie)
  - Pfälzer Leberwurst (de) (saucisse de foie, spécialité du Palatinat rhénan).
  - Pinkelwurst
    - Knipp (en)

  - Thüringer Rotwurst (de) IGP (saucisse rouge de Thuringe), une variante de Blutwurst.

- Aachener Weihnachts-Leberwurst / Oecher Weihnachtsleberwurst IGP
- Eichsfelder Feldgieker/Eichsfelder Feldkieker IGP
- Flönz IGP
- Westfälischer Knochenschinken IGP
- Eichsfelder Feldgieker / Eichsfelder Feldkieker IGP
- Oecher Puttes / Aachener Puttes IGP
- Holsteiner Katenschinken / Holsteiner Schinken/ Holsteiner Katenrauchschinken/ Holsteiner Knochenschinken IGP
- Göttinger Stracke IGP
- Göttinger Feldkieker IGP
- Hofer Rindfleischwurst IGP
- Halberstädter Würstchen IGP
- Thüringer Rostbratwurst IGP
- Nürnberger Bratwürste et Nürnberger Rostbratwürste IGP
- Greußener Salami IGP

#### Autriche
- Braunschweiger (en)
- Debreziner (de)
- Extrawurst
- Hachse, Hechse, Haxe, Haspel, Hämmche, Bötel ou Stelze (Jarret de porc)
- Kaminwurz (de)
- Leberkäse ou Leberkäs
- Landjäger, gendarme
- Gailtaler Speck g.g.A
- Klobasse
- Knackwurst (de), Knacker
- Maischel : Carinthie
- Selchkarree
- Tiroler Speck, lard fumé typique du Tyrol, g.g.A
- Saucisse de Vienne

#### Belgique
- Cobourg de Bastogne
- Boudin blanc de Liège
- Boudin noir ou Bloempanch
- Boudin vert

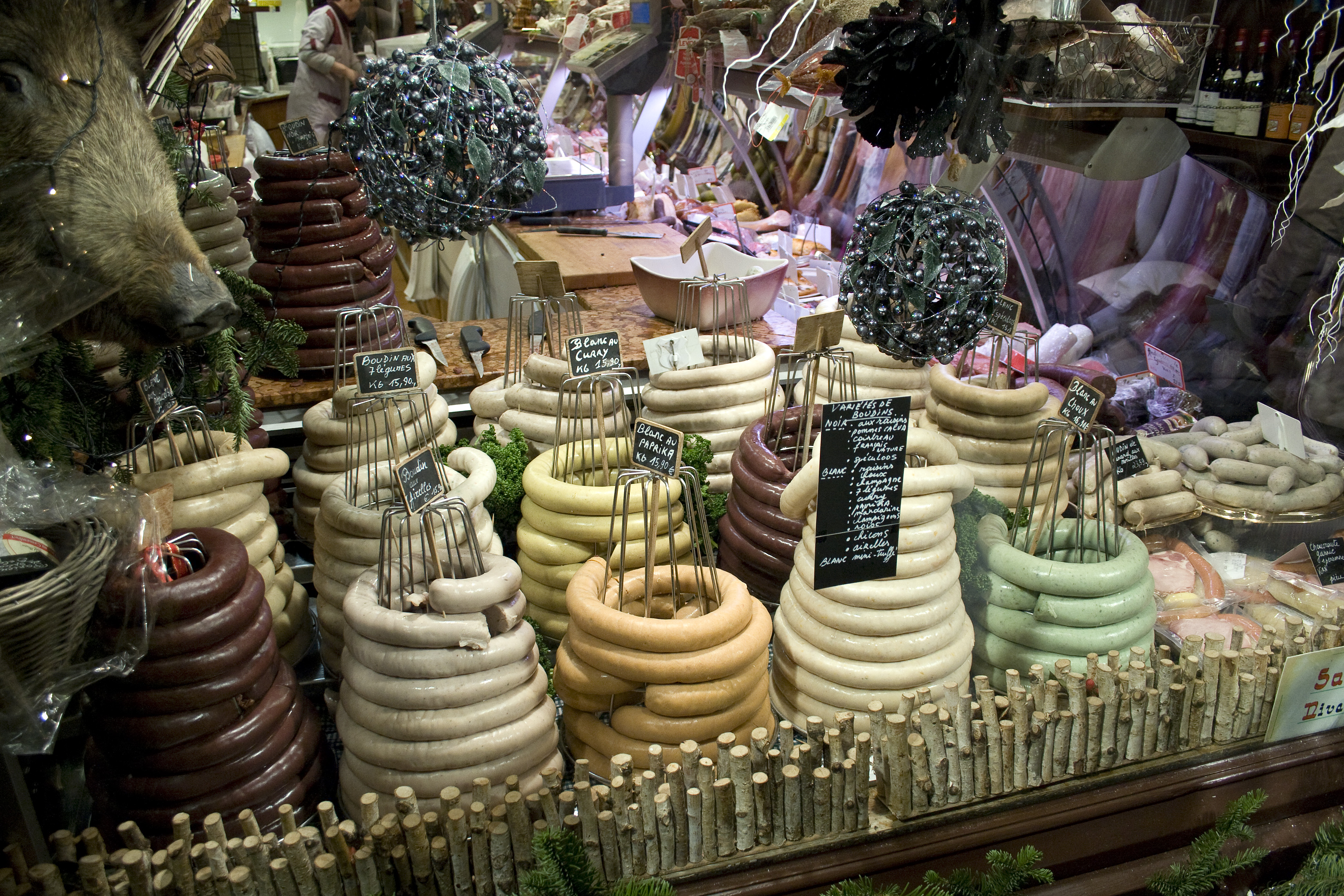
Boudins noir et blanc.

- Filet d'Anvers : viande de bœuf ou de cheval fumée servie en très fines tranches
- Fricadelle
- Jambon d'Ardenne IGP : jambon de porc fumé artisanalement, province de Luxembourg, en particulier la région de Saint-Hubert
- Jambon de Bastogne
- Pâté gaumais IGP
- Potjesvlees uit de Westhoek IGP (paté de Westhoek)
- Saucisse de campagne
- Saucisson d'Ardenne / Collier d’Ardenne / Pipe d’Ardenne IGP
- Terrine de gibier aux champignons
- Tête de veau en tortue : tête de veau pressée préparée avec des champignons, de la gelée, de la tomate et des épices.

#### Bulgarie
- Elenski but
- Kolbas
- Lukanka

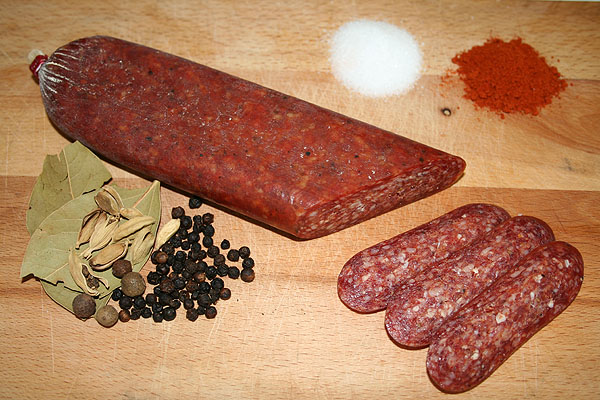
Lukanka.

- Gornooryahovski sudzhuk IGP (Горнооряховски суджук) : saucisse
- Pasturma
- Sujuk (суджук)

#### Chypre
- Pafitiko Loukaniko IGP (Παφίτικο Λουκάνικο) : saucisse de porc
- Lountza (en)

#### Croatie
- Baranjski kulen IGP
- Češnovka (en)
- Ćevapi
- Dalmatinski pršut IGP publiée
- Drniški pršut IGP
- Istarski pršut / Istrski pršut AOP
- Pršut
  - Krčki pršut IGP
- Pastrma
- Slavonski kulen / Slavonski kulin IGP publié
- Sudžuk
- Suho meso (viande séchée), bœuf fumé

#### Espagne
- Cecina
- Cecina de León IGP
- Boutifarre

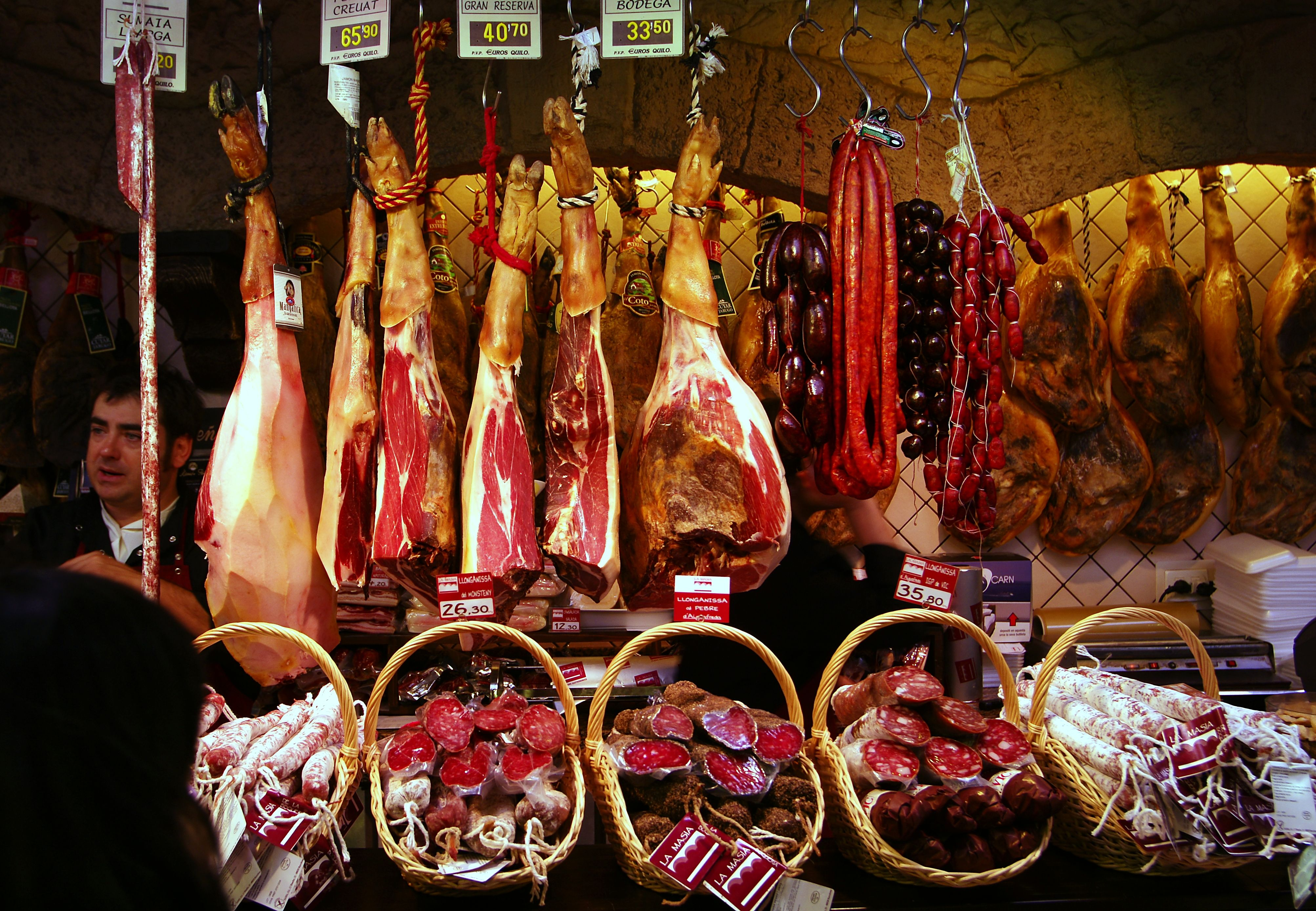

- Botillo del Bierzo IGP, au piment rouge
- Cecina
- Chorizo
- Chorizo Riojano IGP
- Chorizo de Cantimpalos IGP
- Chosco de Tineo IGP
- Dehesa de Extremadura, demande d'AOP
- Fuet
- Guijuelo AOP publiée
- Jabugo, demande d'AOP
- Jamóns et paletas
  - Jamón de Guijuelo (es)
  - Jamón de Huelva (es),
  - Jambon ibérique
  - Jamón de Los Pedroches (es)
  - Jamón de Montánchez (es)
  - Jamón Serrano STG
  - Jamón de Serón IGP
  - Jambon de Teruel AOP
  - Jamón de Trevélez (es) IGP
- Lacón Gallego (en) IGP
- Lechazo de Castilla y León (es)
- Lomo adobado ou lomo embuchado,
- Longaniza (es)
- Los Pedroches AOP
- Morcilla,
- Morcilla de Burgos, demande d'IGP
- Morcilla patatera,
- Morcón, au piment rouge
- Salchichón de Vic et Llonganissa de Vic IGP
- Salpicão,
- Salchichón
- Sobrasada de Mallorca IGP
- Soubressade
- Ternasco (es)
- Torresmo
- Txistorra, au piment rouge

#### Finlande
- Grilli Makkara
- Kuivaliha
- Lapin Poron kylmäsavuliha AOP
- Lapin Poron kuivaliha AOP

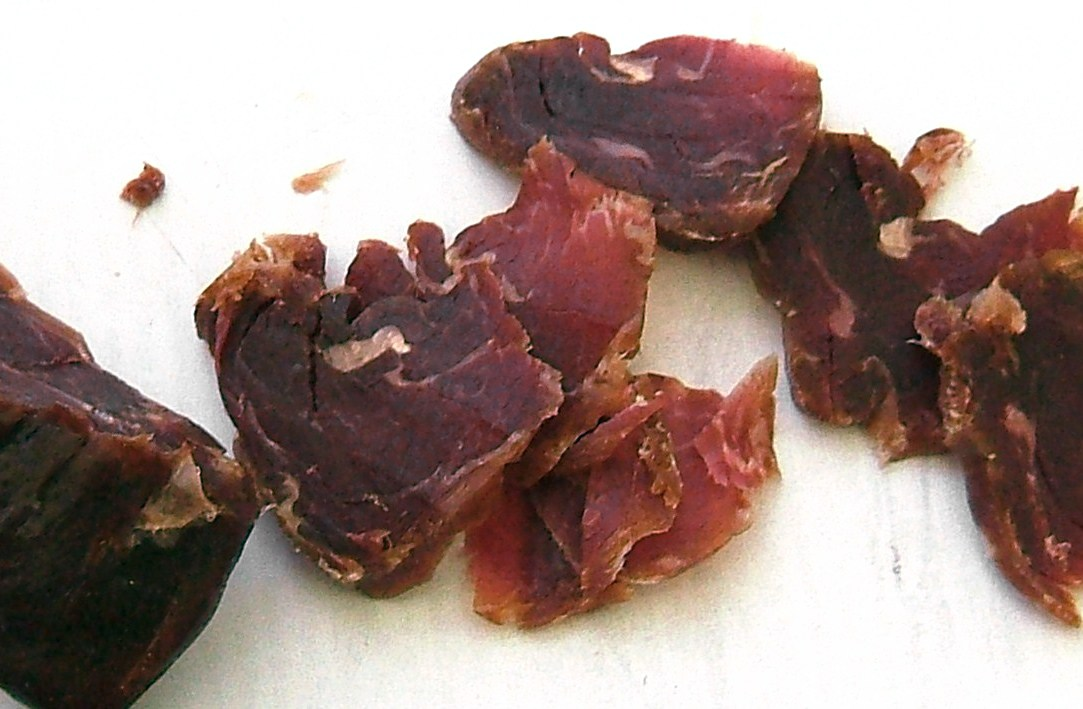
Kuivaliha.

- Mustamakkara (saucisse noir), boudin noir
- Ryynimakkara (en), saucisse au gruau
- Siskonmakkara (en), saucisse fraîche à cuir

#### France
- Andouille de Vire
- Andouille de Guémené
- Andouille du Val-d'Ajol
- Andouillette de Troyes
- Andouillette de Cambrai
- Boudin blanc truffé
- Boudin blanc de Rethel
- Diot de Savoie
- Enchaud
- Figatellu
- Fouet catalan
- Gandeuillot
- Grenier médocain
- Jambon de Luxeuil
- Langue écarlate
- Lukinke
- Melsat
- Murson
- Pormonaise
- Trenèls

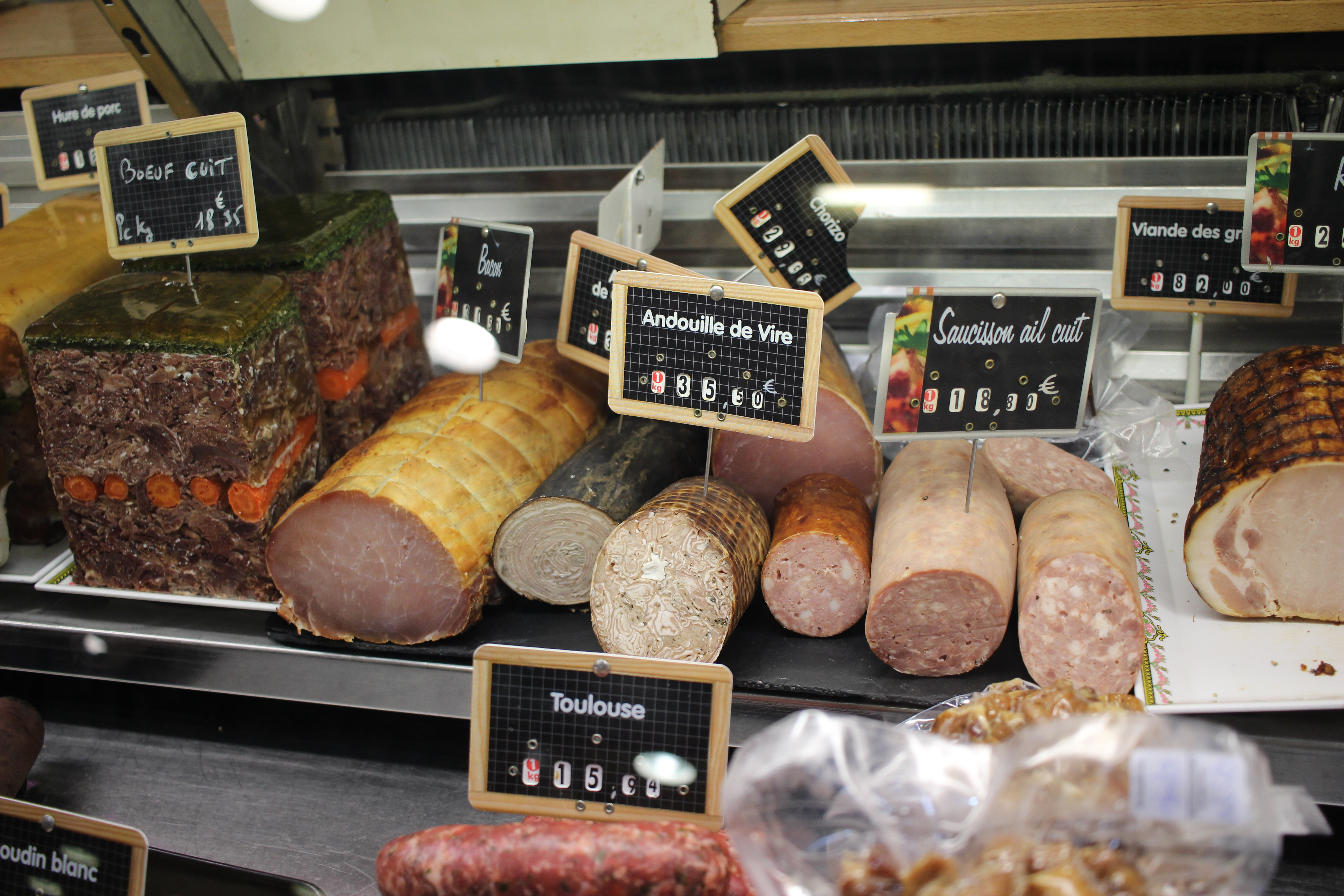
Spécialités dans une vitrine de charcuterie, notamment de l'andouille de Vire, et du saucisson à l'ail.

- Salaison et charcuterie de cochon corse
- Schmirwurscht

Appellations d'origines et marques collectives d'indication géographique protégées par AOP et IGP ou ayant déposé une demande :
- Boudin blanc de Rethel (IGP)
- Coppa de Corse (AOP)
- Jambon de Bayonne (IGP)
- Jambon de l'Ardèche (IGP)
- Knack
- Jambon sec des Ardennes (IGP)
- Lonzu (AOP)
- Pâté de campagne breton (IGP)
- Prisuttu (AOP)
- Saucisse de Montbéliard (IGP)
- Saucisse de Morteau et jésus de Morteau (IGP)
- Saucisse de Toulouse
- Saucisson de l'Ardèche (IGP)

#### Grèce
- Loukaniko
- Louza (en)
- Pastroumás
- Soutzouki (σουτζούκι)

#### Hongrie
Saucisses hongroises (en)
- Budapesti téliszalámi

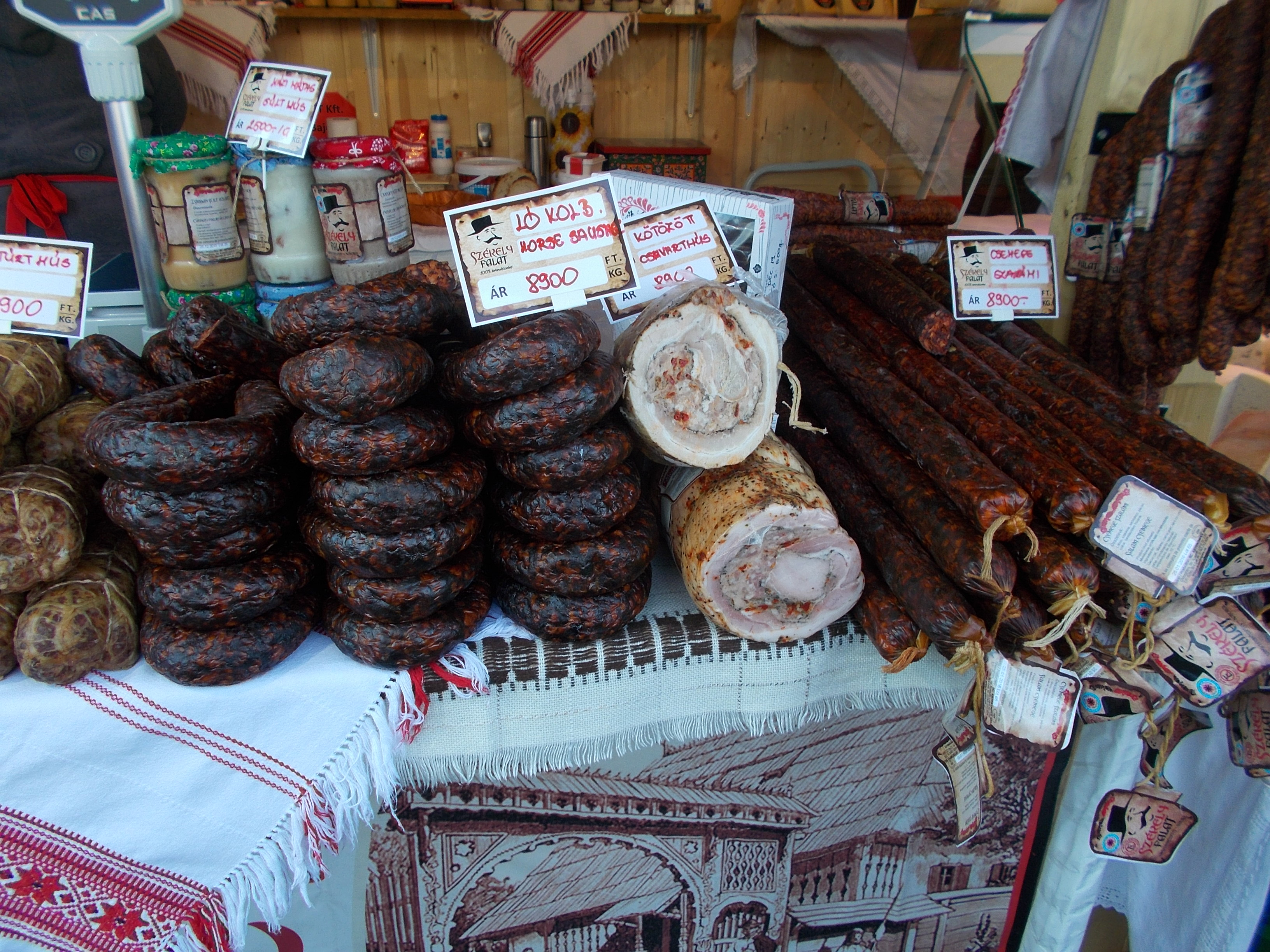

- Csabai kolbász/Csabai vastagkolbász IGP, Saucisse de Csaba
- Csemege Kolbász, saucisse fumée
- Cserkész Kolbász, saucisse fumée
- Debreceni kolbász (en), saucisse fumée
- Gyulai kolbász / Gyulai pároskolbász IGP, Saucisse de Gyula
- Házi Kolbász
- Hurka (saucisse bouillie)
- Lecsókolbász, saucisse épicée fumée
- Májas
- Szalonna (en)
- Szegedi szalámi et Szegedi téliszalámi AOP
- Téliszalámi
- Véres (boudin)

#### Îles Féroé
- Skerpikjøt (en)

#### Italie
- Biroldo
- Boudin valdôtain

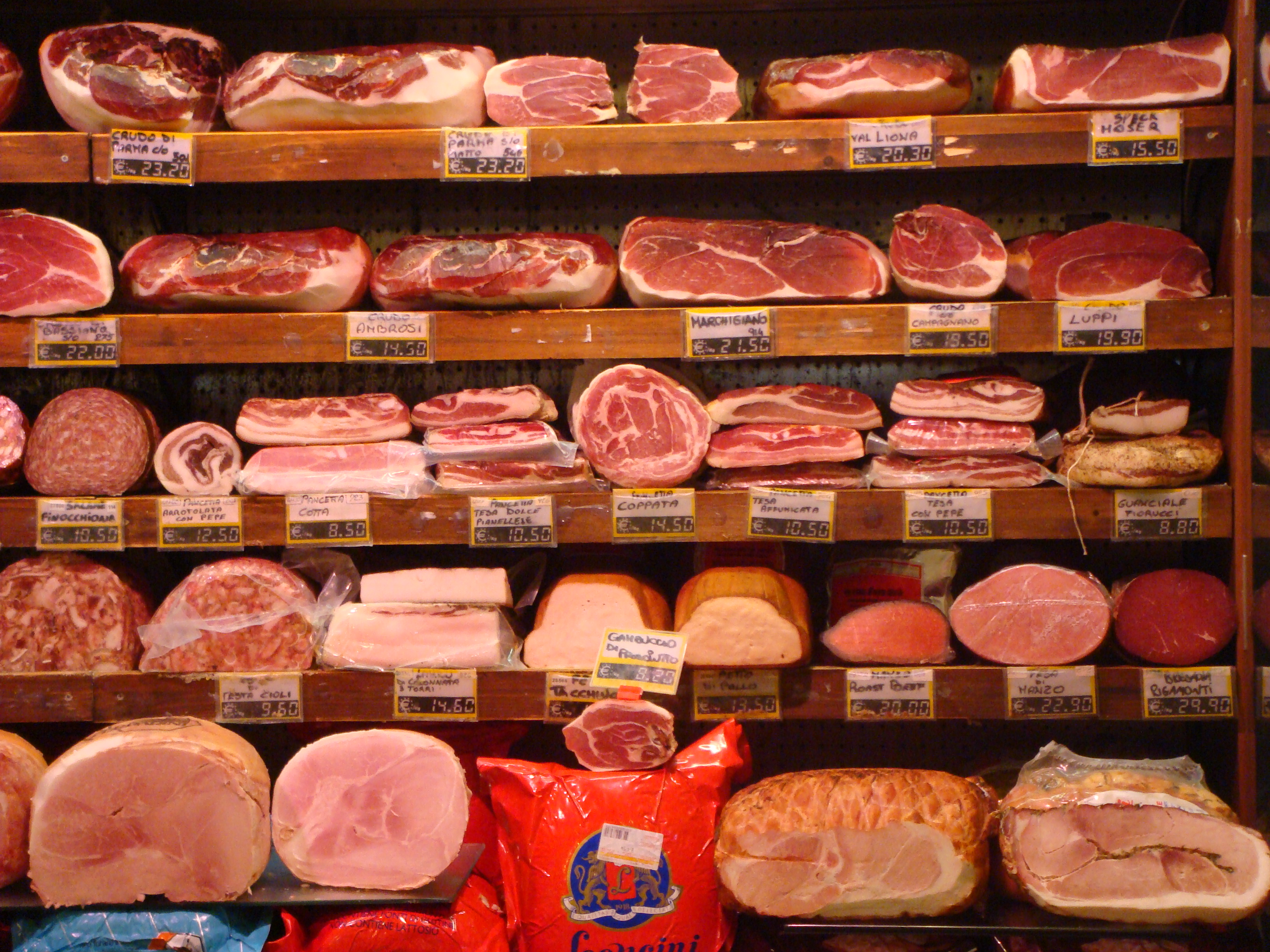
Charcuteries dans un magasin de Rome.

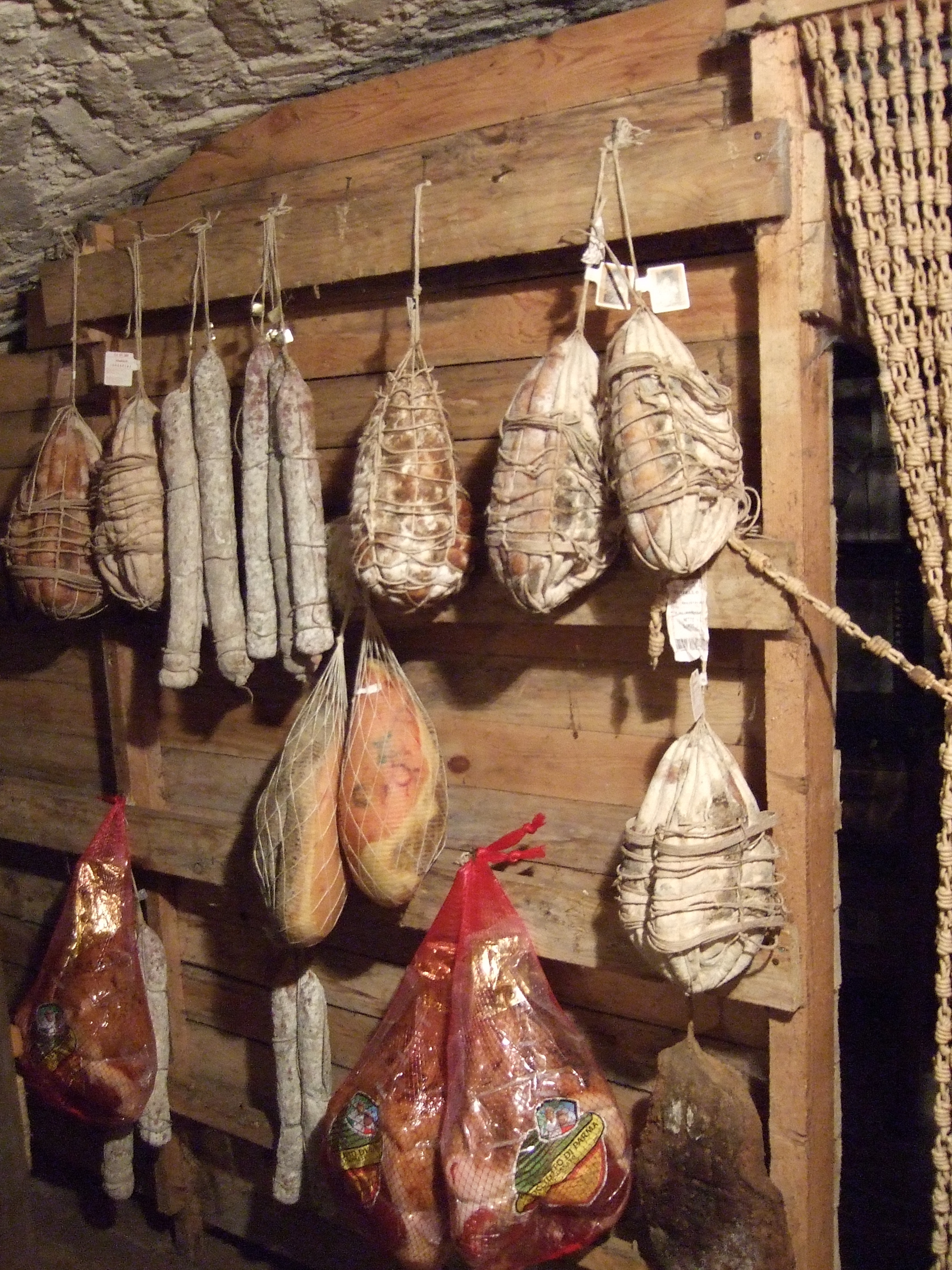
Charcuteries italiennes.

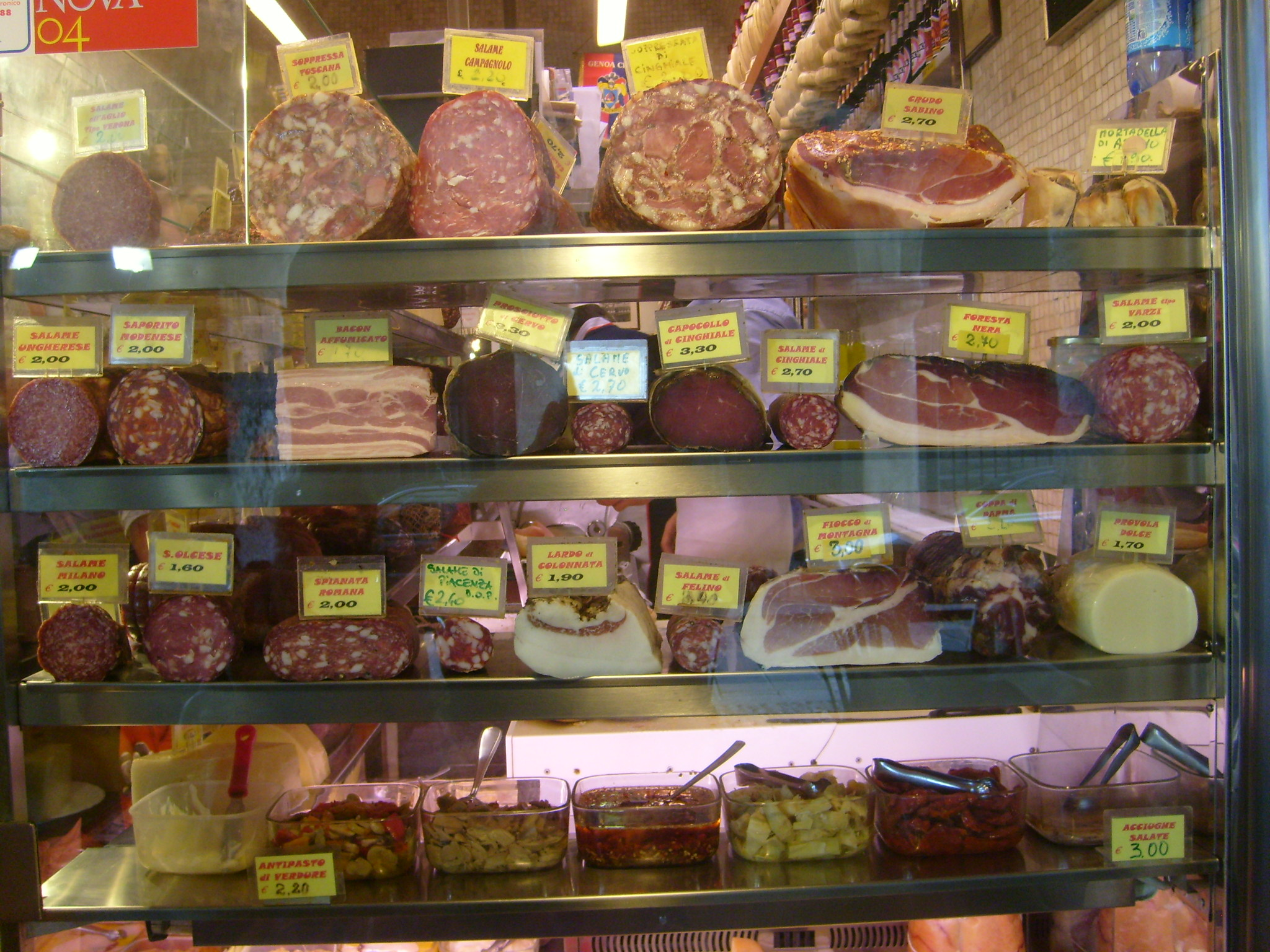
Vitrine de charcuteries à Gênes.

- Bresaola della Valtellina IGP, viande de bœuf séchée
- Cabanossi, 2 DOP et 4 PAT
- Capocollo di Calabria (it) DOP
- Ciauscolo (en) IGP
- Ciarimbolo
- Coppa
  - Coppa di Parma IGP
  - Coppa Piacentina (it) DOP
- Cotechino
  - Cotechino di Modena IGP
- Crudo di Cuneo DOP
- Culatello di Zibello DOP
- Finocchiona (Toscane) IGP
- Guanciale
- Lingua salmistrata
- Lardo di Colonnata IGP
- Lonza (mets)
- Luganega
- Mortadelle
  - Mortadella di Bologna IGP
  - Mortadella di Prato IGP
- 'Nduja
- Pancetta
- Pancetta di Calabria (it) DOP
- Pancetta Piacentina (it) DOP
- Pitina, saucisse de viande fumée du Val Tramontina (Pordenone)
- Porchetta di Ariccia IGP
- Prosciutto Amatriciano IGP
- Prosciutto di Carpegna (it) DOP
- Prosciutto di cinta senese DOP
- Prosciutto di San Daniele DOP
- Prosciutto di Modena (it) DOP
- Prosciutto di Norcia IGP
- Jambon de Parme DOP
- Prosciutto di Sauris IGP
- Prosciutto Toscano (it) DOP
- Prosciutto Veneto Berico-Euganeo (it) DOP
- Salama da sugo IGP
- Salame Brianza (it) DOP
- Salame Cremona IGP
- Salame Felino IGP
- Salame d'oca di Mortara (it) IGP
- Salame di patate Prodotto Agroalimentare Tradizionale
- Salame di Sant'Olcese
- Salame di Varzi (it) DOP
- Salame Milano
- Salame Piacentino (it) DOP
- Salame Piemonte DOP
- Salame Sant'Angelo di Brolo (it) IGP
- Salame Toscano
- Salame di Varz DOP
- Salmerino del Trentino DOP
- Salami
- Salamini italiani alla cacciatora (it) DOP
- Salsiccia di Calabria (it) DOP
- Salsiccia di Cinta Senese
- Sanguinaccio
- Saucisse de Bra
- Slinzega (it)
- Soppressata di Calabria (it)
- Soppressa Veneta
- Sopressa Vicentina (it) DOP
- Soppressata
- Speck Alto Adige / Südtiroler Markenspeck / Südtiroler Spec IGP
- Valle d'Aosta Jambon de Bosses AOP
- Valle d’Aosta Lard d’Arnad/Vallée d’Aoste Lard d’Arnad AOP
- Zampone
  - Zampone di Modena IGP

#### Irlande
- Battered sausage (en)
- Drisheen (en)
- Limerick ham (en)
- Timoleague Brown Pudding (en) IGP

#### Islande
- Grjúpán (en) : poumon de mouton fumé au sel et à l'eau
- Hangikjöt : viande d'agneau, de mouton ou de cheval fumée traditionnellement servie durant le repas de Noël

Slátur (en)

#### Lituanie
- Skilandis (en) ou Kindziukas
- Vėdarai

#### Luxembourg
- Mettwurst
- Salaisons fumées, marque nationale grand-duché de Luxembourg IGP
- Träipen, (boudin noir)

#### Monténégro
- Pršut
- Njeguška pršuta, jambon de Njeguši

#### Norvège
- Fenalår fra Norge IGP
- Pinnekjøtt (en)
- Smalahove (en)

#### Pays-Bas

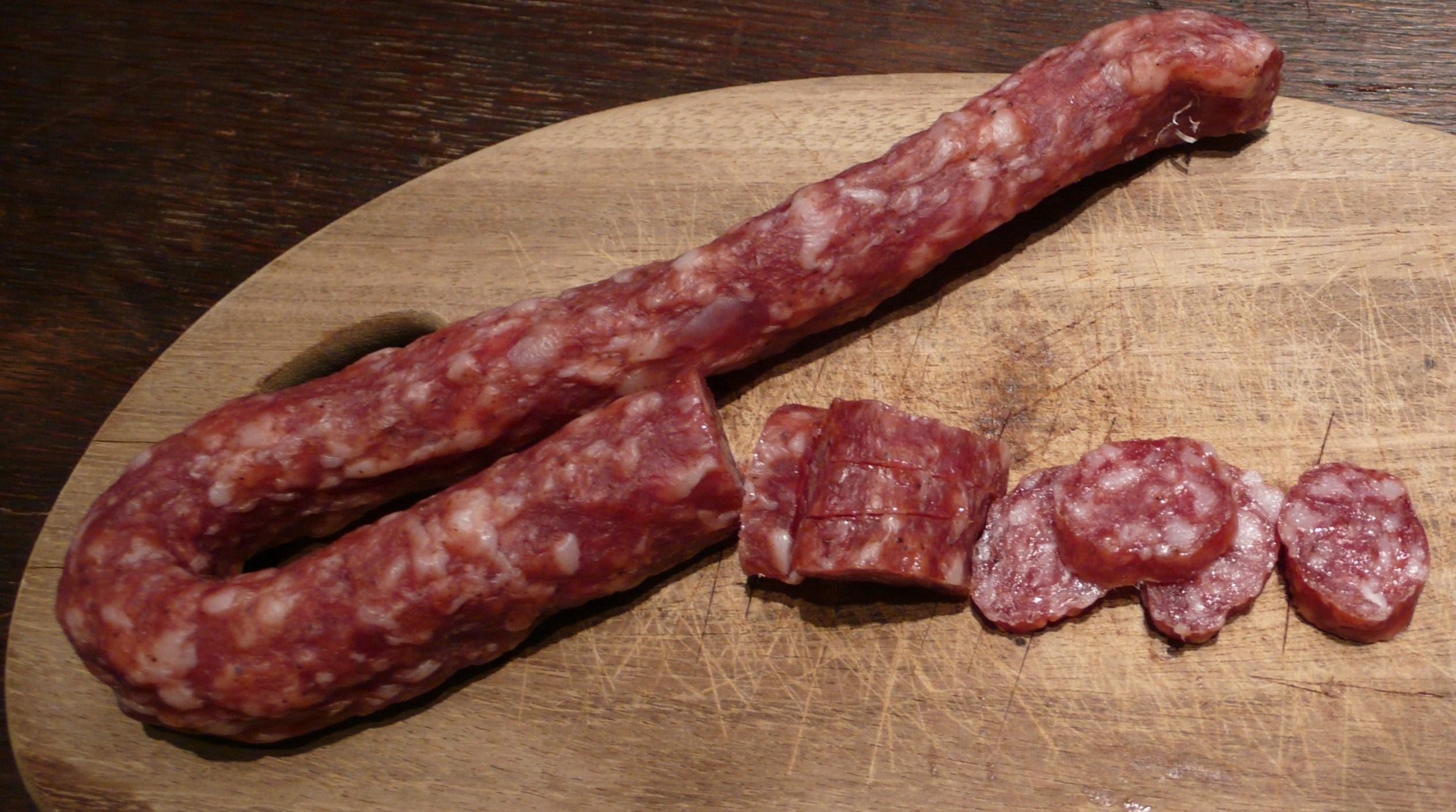
Metworst.

- Balkenbrij (en)
- Braadworst (en) (saucisse)
- Dutch loaf (en)
- Frikandel
- Metworst
- Naegelholt (nl)
- Ossenworst (en) : saucisse de bœuf d'Amsterdam
- Pain de viande
- Rookworst (en)

#### Pologne
- Golonka, Jarret de porc
- Kiełbasa
  - Kiełbasa lisiecka IGP
  - Kabanos
  - Krakowska (en)
- Krupniok (en)
  - Krupnioki śląskie, demande d'IGP
- Myśliwska (en)
- Prasky (en)
- Słonina (en)

#### Portugal
- Alheira de Mirandela (en) IGP
- Saucisse Azaruja (en)
- Botelo
- Chouriço
- Farinheira
  - Farinheira de Estremoz e Borba IGP
  - Farinheira de Portalegre IGP
- Fumeiro, nom donné aux viandes fumées
- Linguiça
- Presunto (en)
- Paio (pt)
  - Presunto do Alentejo and Paleta do Alentejo PDO)
  - Presunto de Barrancos PGI
  - Presunto de Barroso PGI
  - Presunto de Campo Maior e Elvas and Paleta de Campo Maior e Elvas PGI
  - Presunto de Chaves (pt) (jambon de Chaves) AOC
  - Presunto de Santana da Serra and Paleta de Santana da Serra PGI
  - Presunto de Vinhais or Presunto Bísaro de Vinhais PGI

#### Roumanie
- Babic
- Pastram
- Piftie (en) ou răcitura
- Salam de Nădlac
- Salam de Sibiu IGP
- Saucisses de Pleșcoi, à base de viande de chèvre ou mouton.
- Sângerete Boudin noir
- Slănină (en)
- Sremska kobasica (en)

#### Royaume-Uni
- Carmarthen Ham IGP
- Bacon
- Battered sausage (en)
- Black pudding, boudin noir

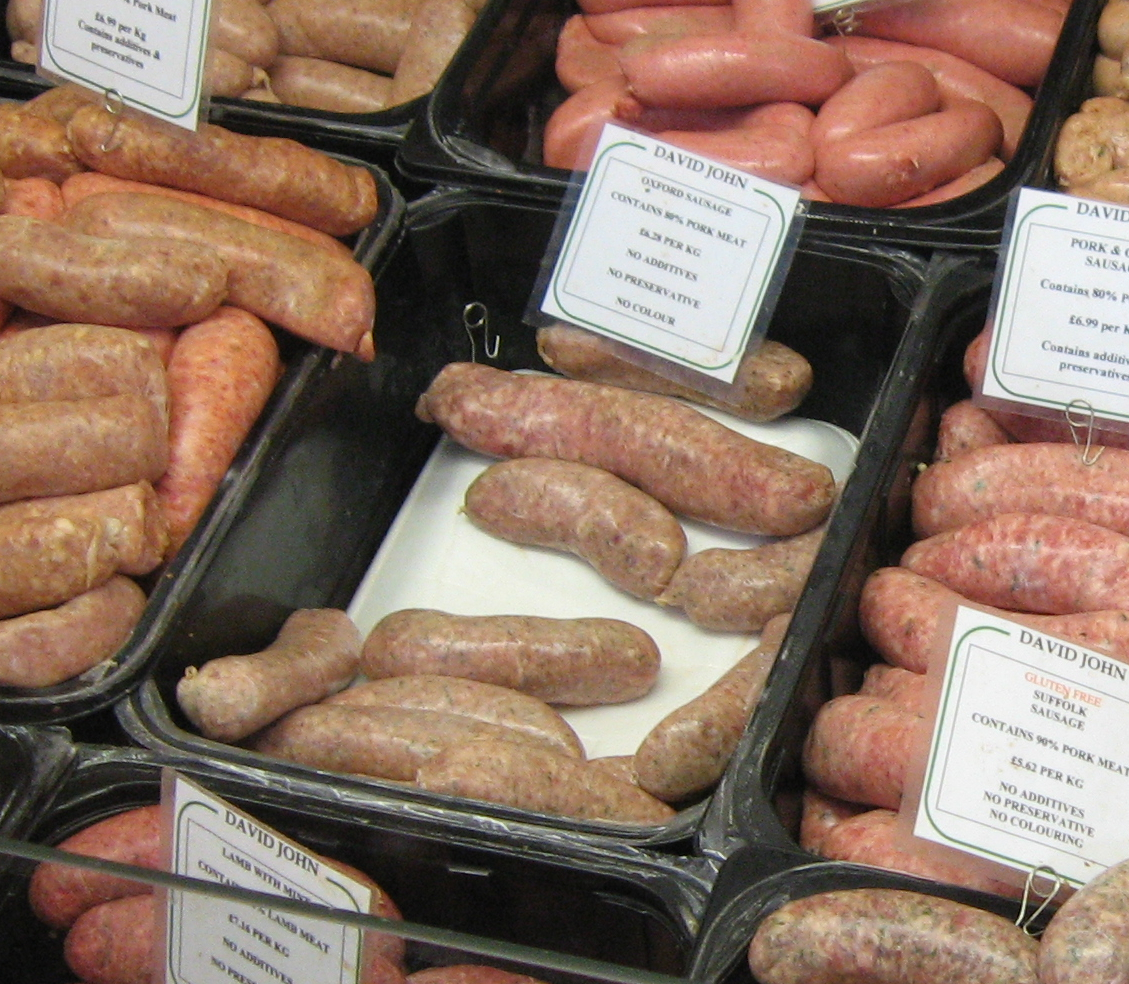
Saucisses d'Oxford.

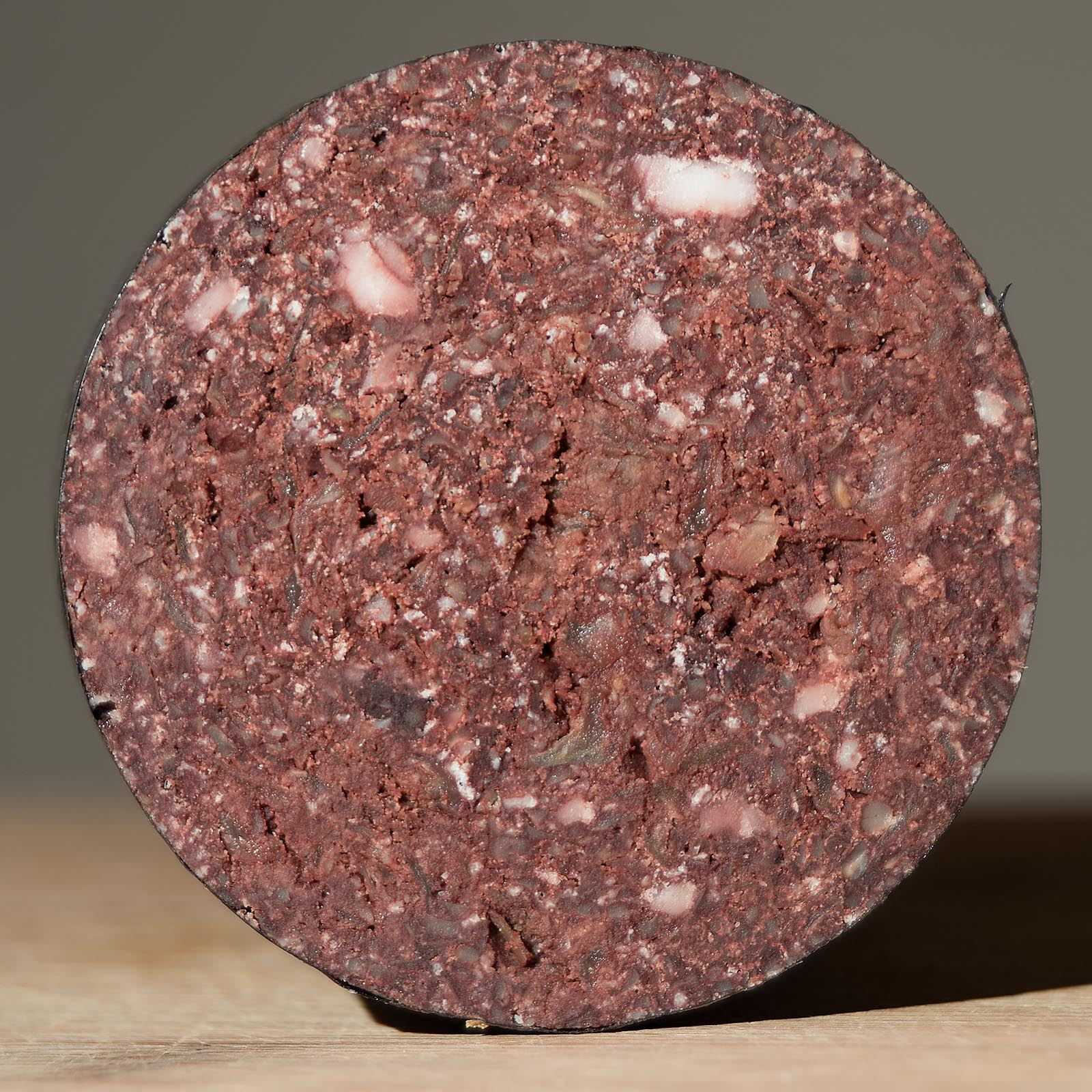
Stornoway Black Pudding IGP.

  - Stornoway Black Pudding (en) IGP : Hébrides extérieures, Écosse
- White pudding, Écosse et comté anglais de Northumberland
- Traditional Cumberland Sausage (en) IGP, Angleterre
- Gammon Shank, Jarret de porc
- Saucisse de Glamorgan
- Haggis, Écosse
- Hog's pudding, Cornouailles et Devon, Angleterre
- Lincolnshire sausage (en), Angleterre
- Lorne sausage (en), Écosse
- Melton Mowbray Pork Pie IGP
- Newmarket sausage (en) IGP, Angleterre
- Oxford sausage (en), Angleterre
- Red pudding (en), Écosse
- Saveloy (en)
- Wiltshire cure (en)

#### Serbie
- Babic
- Kulen
- Pastrma
- Sremska kobasica (en)
- Sudžuk

#### Slovénie
- Klobása
- Kranjska klobasa, demande d'IGP
- Kranjska klobasa IGP
- Kraška panceta IGP
- Kraški zašink IGP
- Prekmurska Šunka IGP
- Prleška tünka IGP
- Pršut
  - Kraški pršut IGP
- Šebreljski želodec IGP
- Zgornjesavinjski želodec IGP

#### Suède

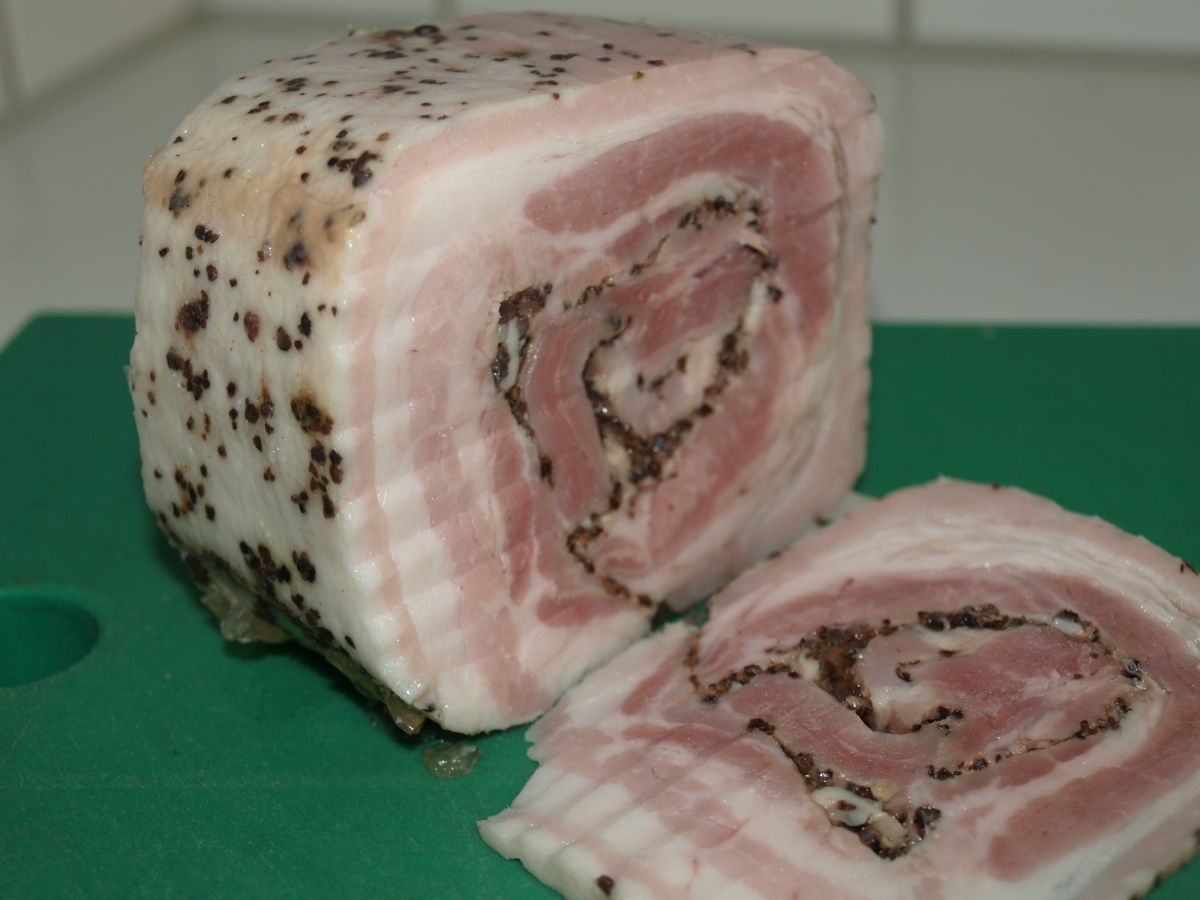
Rullsylta.

- Falukorv, saucisse de porc, Traditional Speciality Guaranteed (TSG)
- Fläskkorv (en), saucisse de porc
- Isterband (en), saucisse de porc, gruau et pomme de terre. Il en existe de nombreuses versions.
- Potatiskorv, saucisse aux pommes de terre
- Surströmming, hareng fermenté

#### Tchéquie
- Saucisse de vin

#### Ukraine
- Kovbasa
- Salo (en) (Сало)

#### Charcuterie juive ashkénaze
- Helzel (en), cuisine juive ashkénaze
- Kishke (en) en Yiddish
- Pastrami

### Océanie

#### Australie et Nouvelle-Zélande
- Battered sausage (en)
- Devon (sausage) (en)
- Saveloy (en)

### Autres
- Blanquicos, tradition culinaire pied-noir
- Lucanica (en), saucisse de porc romaine